# Занино (Бабаевский район)
Занино — деревня в Бабаевском районе Вологодской области.
Входит в состав Борисовского сельского поселения, с точки зрения административно-территориального деления — в Борисовский сельсовет.
Расположена на правом берегу реки Нижняя Чужбойка. Расстояние по автодороге до районного центра Бабаево составляет 66 км, до центра муниципального образования села Борисово-Судское — 4 км. Ближайшие населённые пункты — Некрасово, Порошино, Харчевня.
Население по данным переписи 2002 года — 27 человек (12 мужчин, 15 женщин). Преобладающая национальность — русские (96 %).